# Nanna Blondell
Nanna Terese Blondell (Stoccolma, 6 agosto 1986) è un'attrice svedese.

## Filmografia parziale
Cinema
- Red Snake (Soeurs d'armes), regia di Caroline Fourest (2019)
- Red Dot, regia di Alain Darborg (2021)
- Black Widow, regia di Cate Shortland (2021)
- Operazione 6/12 - Attacco al Presidente (Omerta 6/12), regia di Aku Louhimies (2021)

Televisione
- Andra avenyn - serie TV, 40 episodi (2007-2008)
- Hassel - serie TV, 10 episodi (2017)
- Den inre cirkeln - serie TV, 8 episodi (2019)
- House of the Dragon - serie TV, 3 episodi (2022-2024)